# Rémy Verschaetse
Rémy Verschaetse, né le 9 janvier 1903 à Meulebeke, est un coureur cycliste belge, professionnel de 1926 à 1933.

## Palmarès
- 1927
  - 2e de Paris-Lens
- 1929
  - Paris-Douai
  - 2e de À travers les Hauts-de-France
  - 2e de Paris-Somain
- 1930
  - Lille-Dunkerque-Lille
  - 2e à 1re étape du Tour de France
  - 2e du Grand Prix de Fourmies
  - 2e du Circuit de la Somme
- 1932
  - 3e de Paris-Somain
- 1933
  - Paris-Dunkerque
  - 2e du Circuit du Pas-de-Calais
  - 2e de Paris-Valenciennes
  - 3e de Paris-Lens

## Résultats sur le Tour de France
1 participation
- 1930 : éliminé à la 9e étape